# Lluert de Clarà
Lluert de Clarà és una masia situada al municipi d'Avià a la comarca catalana del Berguedà, inclosa en l'Inventari del Patrimoni Arquitectònic de Catalunya.

## Descripció
Masia orientada a migdia estructurada en planta baixa i dos pisos superiors i coberta a dues aigües amb embigat de fusta i teula àrab. El parament és a base de pedres irregulars de grans dimensions unides amb morter i maó per als voltants de les obertures. Té tres entrades a la planta baixa, una d'allindanada i dos arcs de mig punt, el situat a la zona esquerra de dimensions molt superiors. Les obertures del primer pis són de dimensions diverses, amb lloses de pedra a manera de marc o bé maó, la major part són arcs escarsers a excepció de la finestra central, allindanada. Sobre seu, al pis superior hi ha una gran obertura, l'única de la planta, un balcó d'arc de mig punt.

## Història
En un programa de la patum de Berga, que actualment es conserva a l'ajuntament, es parla de Lluert de Clarà.

## Ús actual
Actualment la casa ha estat adaptada per fer turisme rural amb el nom comercial de Casa Lluert.